# Poradz (powiat łobeski)
Poradz (niem. Muhlendorf) – wieś sołecka w Polsce położona w województwie zachodniopomorskim, w powiecie łobeskim, w gminie Łobez. Według danych z 29 września 2014 r. wieś miała mieszkańców 165 mieszkających w 27 domach.
W latach 1818–1945 miejscowość administracyjnie należała do Landkreis Regenwalde (Powiat Resko) z siedzibą do roku 1860 w Resku, a następnie w Łobzie i liczyła mieszkańców w roku 1933 - 302, a w roku 1939 - 338.
W latach 1975–1998 miejscowość należała administracyjnie do województwa szczecińskiego.
Przez wieś przebiega droga wojewódzka nr 148.

## Osoby urodzone lub związane z Poradzem
- Christoph Friedrich Berend von Borcke, także von Borck (ur. 11 stycznia 1689, zm. 22 lipca 1770 w Wangerin) — pruski starosta (Landrat), który od około 1722 aż do śmierci kierował powiatem Borcków na Pomorzu Zachodnim. Właściciel majątku ziemskiego w Poradzu.

Zobacz też: Poradz, Poradzew